# Milcíades Peña (hijo)
Milcíades Peña (La Plata, 27 de mayo de 1963) es un dirigente peronista, legislador de la Ciudad de Buenos Aires que se hizo particularmente conocido por la tragedia del local bailable República Cromañon, ocurrida el 30 de diciembre de 2004 en el barrio de Once.
Sus intervenciones acerca de lo ocurrido en República Cromañon, lo enfrentaron con el Jefe de Gobierno, Aníbal Ibarra
Ante sus denuncias en la interpelación, Aníbal Ibarra sólo atinó a responderle "porque lo conozco, sé que no miente...". Fue el encargado de llevar adelante la Comisión Investigadora Especial de los hechos sucedidos en República Cromañón. Esa investigación produjo un expediente de veinte mil fojas, que fue utilizado como fundamentación en el proceso de juicio político que derivó en la destitución de Aníbal Ibarra, y avalado por la mayoría de los dirigentes políticos de la ciudad (Elisa Carrió, Rafael Bielsa, Héctor Polino, Alicia Castro, Patricia Walsh, Claudio Lozano, Ricardo López Murphy, Mauricio Macri, etc.) en una conferencia de prensa convocada por los familiares de las víctimas de la tragedia.
Milcíades Peña es autor de varias leyes importantes de la Ciudad Autónoma de Buenos Aires, entre ellas, la Ley de Deportes de la Ciudad. Tuvo activa y destacada participación en la elaboración y sanción de la Ley de Comunas. Autor de uno de los proyectos presentados, del suyo se tomaron para el texto definitivo, entre otros temas, la distribución presupuestaria equitativa sobre la base de indicadores de desarrollo social y la división territorial por él propuesta.
Como funcionario público, tuvo a su cargo, entre el año 2006 y 2007, la Unidad Ejecutora de Obras y Proyectos para la promoción turística del Barrio de La Boca, creada sobre la base de un plan estratégico para esa zona del sur de la Ciudad, que Peña había logrado aprobar en la Legislatura porteña en el año 2004. Fue legislador del Frente para la Victoria en la ciudad en 2005.
En el marco del Programa Cultural de Barrios, fundó y coordinó en el año 1992 el Centro Cultural El Eternauta.
Como periodista condujo diversos programas de radio y escribió en distintos medios gráficos, destacándose la realización del programa deportivo El Semillero, especializado en el fútbol infantil y juvenil, y el deporte social, el que conduce ininterrumpidamente desde el año 1992.
Es presidente de la Asociación Civil Amigos De Barraca Peña.
Es director de Urbana TeVe, un canal comunitario que transmite desde la villa 31, también conocida como el Barrio Padre Mugica.
Milciades Peña es el hijo del historiador y pensador trotskista del mismo nombre.